# Back Orifice
Back Orifice, Backdoor.BO — троянская программа удаленного администрирования, созданная известной группой хакеров Культ мертвой коровы в 1998 году. Программа предназначена для удаленного контроля над компьютером с операционной системой Windows 95/Windows 98.
Программа построена на основе клиент-серверной архитектуры. На компьютере жертвы устанавливается небольшой серверный компонент BOSERV, представляющий собой exe-файл. С помощью специальной утилиты BOCONFIG последний можно прикрепить к любому .exe файлу. Клиентская часть реализуется программой BOGUI. Обмен данных по сети между BOGUI и BOSERV осуществляется с использованием TCP/IP через порт 31337.
В связи с тем, что программа не выдаёт себя на компьютере жертвы и не предупреждает о своих действиях, но обладает возможностями администрирования, то её следует отнести к вредоносным.
Возможности программы достаточно велики. Она позволяет получать доступ к файлам на компьютере жертвы, запускать и останавливать процессы, перехватывать символы, вводимые с клавиатуры, просматривать образ экрана. Все действия совершаются скрытно. Как утверждают разработчики: «Back Orifice даёт Вам гораздо больше возможностей на удалённом компьютере, чем у его локального пользователя».
Появление в своё время Back Orifice и его свободное широкое распространение создало значительный переполох среди специалистов по компьютерной безопасности.

## Наследие
- Back Orifice 2000
- Back Orifice XP